# Heiligegeiststraße 11 (Quedlinburg)

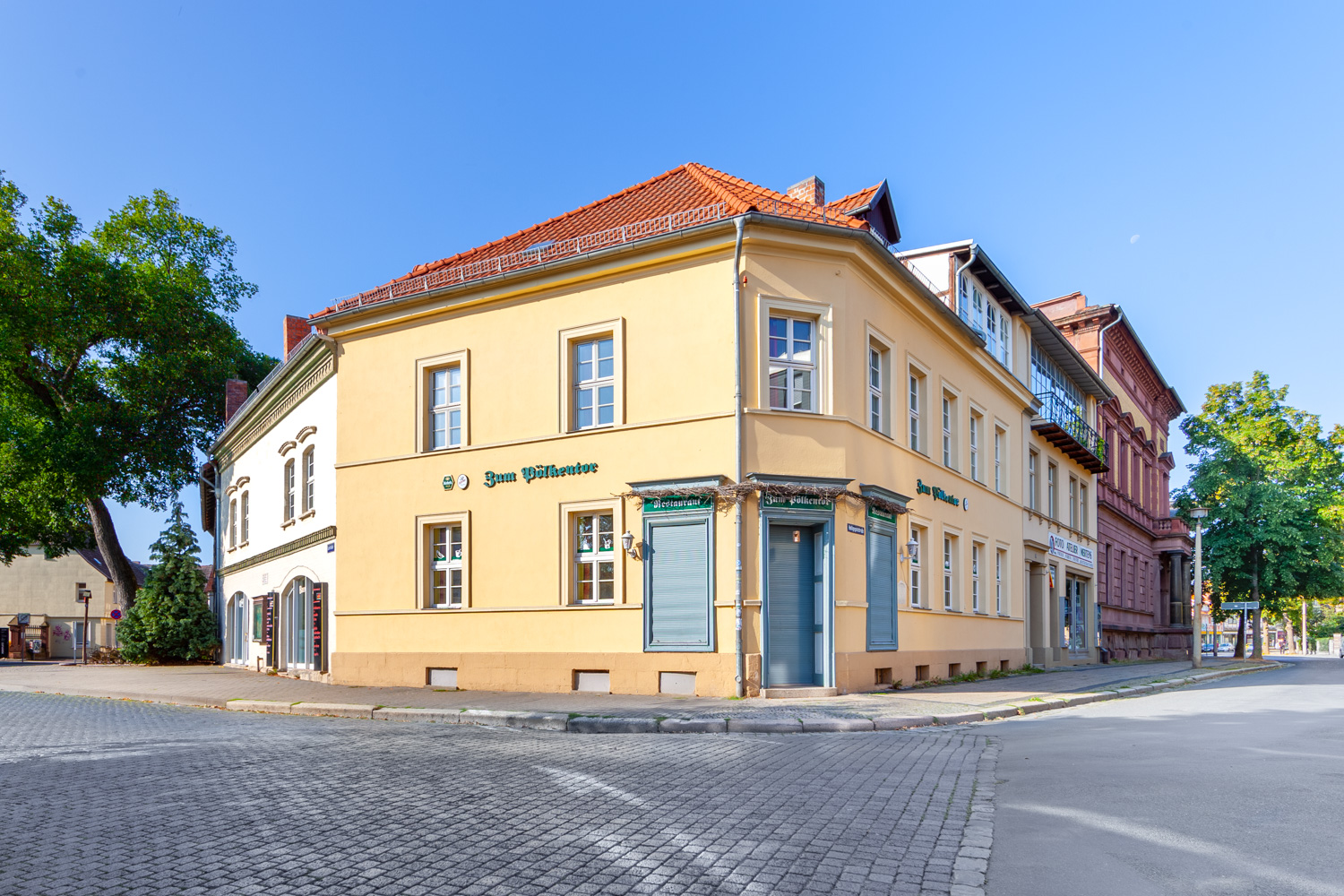
Haus Heiligegeiststraße 11

Das Haus Heiligegeiststraße 11 ist ein denkmalgeschütztes Gebäude aus dem Jahr 1857 in der Stadt Quedlinburg in Sachsen-Anhalt.

## Lage
Es liegt südöstlich der historischen Quedlinburger Altstadt in einer Ecklage an der Kreuzung von Heiligegeiststraße, Pölkenstraße und Bahnhofstraße. Im Quedlinburger Denkmalverzeichnis ist es als Wohn- und Geschäftshaus eingetragen. Westlich grenzt das gleichfalls denkmalgeschützte Haus Heiligegeiststraße 12 an.

## Architektur und Geschichte
Die nördliche, zur Heiligegeiststraße weisende Fassade des Hauses nimmt in ihrer Gestaltung auf die umgebende, um das Jahr 1850 entstandene Nachbarbebauung Bezug. Vom westlichen Nachbarhaus Heiligegeiststraße 12 reicht ein im Dachbereich eingefügtes Fotoatelier auch in das Dach des Hauses Heiligegeiststraße 11 hinein. Möglicherweise bildeten die beiden Grundstücke in der Vergangenheit eine Einheit.
Im Erdgeschoss des Hauses befand sich lange Zeit das Restaurant am Pölkentor mit 50 Sitzplätzen.